# Hyposoter singularis
Hyposoter singularis là một loài tò vò trong họ Ichneumonidae.